# Heoeugorna flavicincta
Heoeugorna flavicincta là một loài bướm đêm trong họ Noctuidae.